# Svenska mästerskapet i handboll för herrar 1933/1934
Svenska mästerskapet i handboll 1933/1934 vanns av Redbergslids IK.
Lagen utsågs av olika distrikt antingen genom seriespel eller utslagning i distrikten. Första sensationen var att IFK Örebro lyckades slå ut Göta från Stockholm ur turneringen efter förlängning.
1:a omgången
IK Göta (Stockholm) besegrade Gute (gotländskt distriktslag ej IF Gute) med 24-7.
Västerås IK besegrade I 10  (infanteriregimente 10) med 18-17.
IFK Örebro besegrade Linköpings seminarium med 25-9
2:a omgången
GF Kroppskultur vann på w.o mot Halmia.
Redbergslids IK besegrade Karlsborg med 26 -12
Flottans IF Karlskrona besegrade Ystad IF med 20-8
Bodens BK besegrade Umeå IK med 15-14
Sollefteå GIF besegrade IFK Östersund med 10-7
IK Göta besegrade Upsala Stud IF med 20-12
IFK Örebro besegrade Västerås IK med 25-18
3:e Omgången
Redbergslid fick w.o mot  GF Kroppskultur
Flottans IF Karlskrona vann med 20-3 mot  IK Tord, Jönköping.
Sollefteå GIF besegrade Bodens BK med 18-9
IFK Örebro besegrade IK Göta med 9-8 efter förlängning
4:e Omgången (Semifinal)
Redbergslid besegrade Flottans IF Karlskrona med 11-10. Matchen spelades i Karlskrona och Karlskrona ledde länge men RIK lyckades vinna.
Sollefteå besegrade IFK Örebro med 10-9. Matchen spelades i Sollefteå och var jämn och spännande. Matchen fick avbrytas för att kyla ner publiken lite.
FINAL
Redbergslids IK besegrade Sollefteå GIF med 15–9 inför 1 115 åskådare  den 27 mars 1934 i Mässhallen i Göteborg. Oavgjort i paus 6-6, men med bättre försvarsspel och markering vann Redbergslid klart och tog sitt andra SM.
Svenska mästare: Karl Gustav Andersson, Arne Kinell, Bengt Åberg,Torsten Andersson (4 mål), Ingvald Carlsson (2), Donald Andersson (4), Sven Åblad (4), Eric Carlsson, Björkdahl (1)